# Морено, Даниэль
Даниэль Морено Фернандес (исп. Daniel Moreno Fernández, 5 сентября 1981 года, Мадрид, Испания) — испанский профессиональный шоссейный велогонщик, выступающий с сезона 2018 года за американскую команду EF Pro Cycling.

## Спортивные достижения
2007
- Восхождение на Монжуик

2009
- Джиро дель Пьемонте — 2-е место
- Тура Польши — 2-е место в общем зачёте

2011
- Джиро дель Пьемонте
- Вуэльта Испании — этап 4
- Вуэльта Бургоса — 2-е место в общем зачёте
  - этап 4

2012
- Вуэльта Бургоса — генеральная классификация
  - этапы 1 и 2
  -  очковая классификация
- Гран-при Мигеля Индурайна
- Критериум Дофине — этапы 2 и 7
- Вуэльта Андалусии — этап 4

2013
- Флеш Валонь
- Вуэльта Испании — этапы 4 и 9

2014
- 2-й Вуэльта Бургоса
  -  очковая классификация

2015
- 2-й Джиро ди Ломбардия
- 3-й Вуэльта Бургоса
  - 1-й этап 5
  -  очковая классификация
- 4-й Классика Сан-Себастьяна
- 5-й Флеш Валонь
- 6-й Тур Сан-Луиса
- 9-й Вуэльта Испании
- 9-й Милан — Турин
- 10-й Льеж — Бастонь — Льеж

2016
- 3-й  Плюмелек 2016 — групповая гонка
- 3-й Вуэльта Астурии
  - 1-й  очковая классификация
  - 1-й на этапе 3
- 4-й Милан — Турин
- 8-й Вуэльта Испании

2017
- 4-й Чемпионат Испании - Групповая гонка
- 7-й Вуэльта Бургоса

2018
- 6-й Чемпионат Испании - Групповая гонка

## Статистика выступления а Гранд турах
| Гонка           | 2006 | 2007 | 2008 | 2009 | 2010 | 2011 | 2012 | 2013 | 2014 | 2015 | 2016 | 2017 |
| --------------- | ---- | ---- | ---- | ---- | ---- | ---- | ---- | ---- | ---- | ---- | ---- | ---- |
| Джиро д’Италия  | –    | –    | –    | –    | 26   | 29   | 20   | –    | 41   | –    | –    | –    |
| Тур де Франс    | –    | –    | –    | –    | 21   | –    | –    | 17   | –    | –    | –    | –    |
| Вуэльта Испании | 36   | 12   | 12   | 11   | –    | 9    | 5    | 10   | 11   | 9    | 8    | 18   |

| — | Не участвовал |